# Mukhbiir
Mukhbiir (मुखबिर, tłum. Informator) to bollywoodzki thriller z 2008 roku w reżyserii Maniego Shankara.  W głównej roli szpiega wystąpił Sameer Dattani. W role drugiego planu wcielili się Om Puri, Sunil Shetty, Sushant Singh, Rahul Dev, Jackie Shroff i Raima Sen.

## Fabuła
19-latek Kailash (Sameer Dattani) siedem lat temu stracił rodziców. Od tego czasu dołączył do tłumów dzieci włóczących się samopas po Indiach. Złapany przez policję ze strachu przed więzieniem zgodził się na to, aby używano go jako informatora w niebezpiecznych akcjach. Teraz ryzykuje życie dla człowieka (Om Puri), który go wyszkolił i którego traktuje ja ojca. W dżungli Andhra Pradesh wśród naksalitów, w hajdarabadzkiej mafii, pomiędzy terrorystami muzułmańskimi w Mumbaju....

## Piosenki
1. Tere Bina -  (Madhushree).
2. Piya Mera Banjaara
3. Ek Lamha
4. Kaise Duaa
5. Jeena Hain  (Sonu Kakkar).
6. Dhoonde Dil